# Automobiles Westinghouse
 (décembre 2020).
La Société Automobiles Westinghouse est un ancien constructeur automobile français.

## Historique de la société
La société est fondée en 1901 au Havre comme une succursale de la société américaine Westinghouse Electric. La production d'automobiles commence en 1904. La production prend fin en 1912. La production sous licence a lieu par Marta (de) à Arad (Roumanie).

## Véhicules
Les premiers modèles sont les 20/28 CV et 30/40 CV avec transmission par chaîne. En 1908 apparaissent les modèles 16/20 CV et 20/30 CV à transmission à cardan et les 35/40 CV à transmission par chaîne. Tous les véhicules sont équipés de moteurs à quatre cylindres.